# Base des Forces canadiennes Gander
Pour les articles homonymes, voir Gander.
La base des Forces canadiennes (BFC) Gander est une base des Forces canadiennes située à Gander sur l'île de Terre-Neuve à Terre-Neuve-et-Labrador. Elle est sous le Commandement aérien et partage son aérodrome avec l'aéroport international de Gander. La 9e Escadre Gander est la principale unité occupant la base. La base est également l'hôte d'une équipe de recherche et sauvetage qui couvre le Nord-Ouest de l'Atlantique et le Sud de l'Arctique.

## RCAF Station Gander
L'aéroport de Terre-Neuve a été bâti par le Dominion de Terre-Neuve en 1936 et est devenu un aéroport d'importance stratégique pour les avions à moteur à piston vers la fin des années 1930.
Peu de temps après le début de la Deuxième Guerre mondiale, le gouvernement de Terre-Neuve a donné les opérations de l'aéroport à l'ARC en 1940. Elle a été mandatée par le Royaume-Uni pour assurer la défense aérienne du Dominion. Le 10e Escadron de Bombardement et Reconnaissance a commencé ses opérations à cet aéroport. La flotte était équipée de Douglas Digby et par la suite de B24 Liberator. Cet escadron avait la responsabilité de protéger les convois naval du nord de l’Atlantique des sous-marins U-Boot allemands.
Cet aéroport a été renommé "ARC Station Gander" en 1941 et il a été fortement utilisé par la RAF Ferry Commandpour transporter les avions militaires du Canada et des États-Unis vers le théâtre européen. En 1943, Gander est devenu la plus grande base de la ARC dans le monde en superficie, et l'armée canadienne a maintenu une forte présence sur cet aéroport en fournissant une force anti-aérienne et de la défense d'aéroport.
Plusieurs unités ont été basées à l'ARC Station Gander durant la guerre. Le 10e Escadron de Bombardement et Reconnaissance est resté jusqu'en août 1945 et a été renforcé à son tour par le 5e escadron et le 115e escadron de vol pour les patrouilles anti-sous-marines et de la recherche et sauvetage. En 1942, des avions de chasse Hawker Hurricane du 126e, 127e et 129e escadron ont été basés à l'ARC Station Gander. Tout au long de la guerre, la Marine royale Canadienne MRC a maintenu une station de communication à l'ARC Station Gander, sa tâche principale était de trouver et surveiller les communications radio entre les U-Boot nazis.
Le commandement militaire américain de lutte anti-sous-marinea désigné plusieurs escadrons avec des avions de lutte anti-sous-marines à long rayon d'action du genre, B-24 Liberator,B-18 Bolo pour faire du "fly killer-hunter"(qui signifie littéralement "chasseurs-tueurs"), une technique qui est utilisée dans le secteur des Grands Bancs et qui fournit également une escorte pour les convois volant au-dessus du Dominion de Terre-Neuve. Après l'automne 1943, les missions ont été données à la United States Navy.
L'Aviation royale du Canada a remis les opérations de l'aéroport au gouvernement de Terre-Neuve en mars 1946 et a également retiré ses troupes stationnées sur cet aéroport. Cela a entraîné un changement de nom pour "Aéroport de Gander", bien que la station de surveillance radio soit restée en opération. L'aéroport a été repris par le ministère du transport du Canada en 1949 juste après que Terre-Neuve soit devenue la 10e province du pays. Les installations et les pistes ont été élargies et modifiées pour convenir à des avions plus gros. Cet aéroport débute sont activité civile d'accueil de vols internationaux dès 1945.
Lorsque Terre-Neuve a rejoint la confédération canadienne, la Marine Royale canadienne a officiellement acquis la propriété qui est connue sous le nom de "Old Navy Site" et la station de communications radio navales de Gander (SCRN) est née.
Tout au début des années 1950, l'aviation royale du Canadaet la United states air force (USAF) ont commencé la construction d'une station radar avancée, proche de la piste d’atterrissage, faisant partie du système Pinetree line. Cette nouvelle station radar a été baptisée "ARC Station Gander" ; le 226e escadron de contrôle et avertissement a été créé pour opérer cette nouvelle station radio. En 1996, le 226e escadron a également commencé à administrer la station de radio navale de Gander.

## Station des Forces Canadiennes Gander
le 1er février 1968, la marine royale canadienne, l'aviation royale canadienne et l'armée canadienne ont été réunies pour ne faire qu'une seule organisation, les Forces Canadiennes. L'aviation royale canadienne station Gander qui opère les radars de la Pinetree Line et la Station radio navale Gander ont été renommées "Station des Forces Canadiennes Gander" ou "SFCG"
En 1970 un nouvel agrandissement des installations de surveillance des communications a été bâtie pour le commandement des communications des forces canadiennes en remplacement de la station navale de Gander en 1971. La Station des forces canadiennes Gander, les radars de la Pinetree line ainsi que les nouvelles installations radars apportent leur soutien au NORAD à l'aide de leur chasseurs d'interception CF-101 Voodoo qui décollent de la BFC Chatham et la BFC Bagotville.
En 1977, Gander a vu sa première unité militaire de vol retourner dans la région depuis la guerre, quand un détachement du 424e escadron avec des hélicoptères CH-113 Labrador sont déplacés vers Gander pour offrir des opérations de recherche et sauvetage (SAR). Ceci en réponse de la volonté du Canada de vouloir convertir 200 milles marins en zone économique exclusive (ZEE), ce qui entraîne une augmentation des activités de pêches canadiennes. Ayant trouvé une maison permanente à Gander, les hélicoptères de recherche et sauvetage ne sont pas restés longtemps un détachement du 424e escadron et une nouvelle unité était nécessaire. Ainsi en mai 1977, le 103e escadron de recherche et sauvetage a été réactivé à Gander. Le commandement de la Forces aériennes canadiennes (CFAFC) a également repris le contrôle de la SFC Gander du commandement des communications des Forces Canadiennes bien que le commandement continue d'exploiter les installations radar. Le 103e escadron est logé dans un bâtiment séparé peu éloigné de l'aérogare civil.

## Base des Forces Canadiennes Gander
En 1984 SFC Gander était la plus grande station des Forces canadiennes, en raison de sa grande superficie et du prestige qu'avait le 103e escadron de recherche et sauvetage dans les missions périlleuse de l'Atlantique. La station a été officiellement mise à niveau pour devenir une base des Forces Canadiennes. En mars 1984 elle devient donc la Base des Forces Canadiennes Gander ou BFC Gander.
Au début des années 1990, le gouvernement fédéral a commencé à faire des coupures dans le budget de la défense nationale ce qui a entraîné la fermeture de plusieurs base à travers le Canada. Les unités du Commandement de la Force aérienne des Forces canadiennes ont été regroupées au sein des escadres en avril 1993. Elles sont donc devenues des unités hébergées par les Bases des Forces Canadiennes qui opéraient des bases aériennes. C'est pourquoi aujourd'hui, les bases actuelles sont connues de par leur nom : BFC Gander, mais son unité primaire (ou unité opérationnelle) est la 9e escadres, qui fait référence à la 9e escadre Gander.
Parmi ses nombreux rôles, la 9e escadre Gander est responsable de fournir des services de Recherche et sauvetages le long de l’île de Terre-Neuve, du Labrador et du nord-est du Québec, de l'est de l'Arctique et des mers territoriales de ses régions. Les équipages du 103e Escadron de recherche et sauvetage sont 24 heures sur 24 en état d'alerte, prêts à répondre à des appels de ces régions. Cette zone est celle qui reçoit le plus d'appels de sauvetage à travers tout le Canada[réf. nécessaire].
Le 103e escadron propose également des services d'entretien aux aéronefs des Forces Canadiennes et également ceux des alliés en faisant la demande.
La 9e escadre comprend la 9e escadrille de réserve. Elle augmente et soutient les opérations autant administratives que techniques au sein de la base. Le corps des ingénieurs de vol réserviste supporte et appuie de nombreux déploiements de l'ONU et des Forces Canadiennes à travers le monde.
La BFC Gander est également l'hôte d'un détachement du SFC Leitrim qui exploite et entretient des systèmes de radar. La 9e escadre des télécommunications supporte toutes les unités militaires présentes sur place.
Également, la BFC Gander exploite et entretien les systèmes de radar de côtes, en support avec le groupe d'avion de chasse du NORAD.